# Pinarochroa sordida
El colinegro abisinio (Pinarochroa sordida) es una especie de ave paseriforme de la familia Muscicapidae nativa de África oriental. Es la única especie del género Pinarochroa. Vive en los herbazales y páramos de montaña, generalmente por encima de los 3.400 metros de altitud, aunque puede llegar a vivir hasta los 2.100 m.

## Descripción
El colinegro abisinio es un pájaro rechoncho la cola corta y las patas largas. Mide entre 14–15 cm de longitud total. Tiene el plumaje de las partes superiores pardo grisáceo, siendo plumas de vuelo de alas y cola de color pardo oscuro con bordes claros. Sus partes inferiores son griáceas salvo la garganta que es blanquecina. 